# In vino veritas
In vino veritas (в буквален превод: във виното е истината) е популярен латински израз, който се употребява в смисъл, че когато човек се напие, си разкрива душата. Пълният израз е In vino veritas, in aqua sanitas – във виното е истината, във водата е здравето. Смисълът е – пияният си казва всичко (виното разкрива истината), а трезвият запазва здравето си.